# 甦る 古の時計 郷愁の懐中時計コレクション
『甦る 古の時計 郷愁の懐中時計コレクション』（よみがえる いにしえのとけい きょうしゅうのかいちゅうどけいコレクション）は、アシェット・コレクションズ・ジャパンから隔週で発行されている分冊百科である。各号には懐中時計が付属している。

## 概要

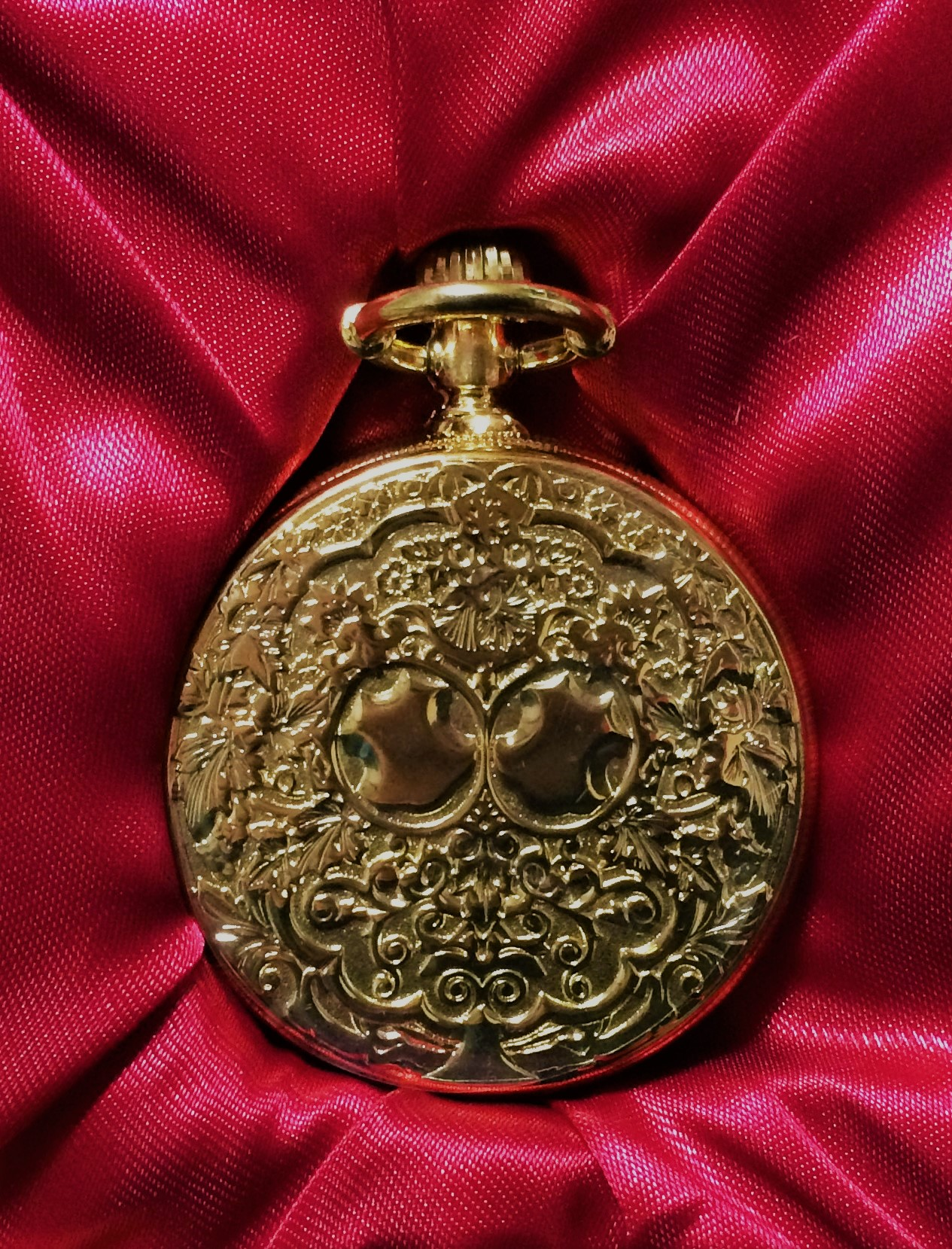
改訂版の定期購読者特典

2006年から刊行された、毎号に懐中時計が付属した分冊百科である。タイトルこそ『古の時計』であるが、付属の懐中時計のムーブメントはクォーツであり、機械式の「スケルトン時計」は定期購読者用の特典となっている。延長に次ぐ延長の末、2014年の210号をもって完結した。

### 改訂版
2016年1月13日より、改訂版としてリニューアル刊行された。前回に続き、付属の懐中時計のムーブメントはクォーツである。定期購読者用の特典は木製コレクションケース、機械式懐中時計「アップリケ」であった。180号が最終号の予定である。

### 海外での展開
イギリス、オーストラリア、ニュージーランド等の英語圏では、Classic Pocketwatches collection magazineの題で刊行されている。機械式懐中時計のプレゼントは行っていない。

## 内容
執筆人はハリー・フェーマイヤー、大川展功。
コレクション
付属の懐中時計についての解説。
時計の起源
時計の歴史についての解説。
フランスとイタリアの時計
フランスとイタリアの機械式時計全般についての解説。
イギリスの時計
イギリスの機械式時計全般についての解説。